# 1822 en France
Chronologie de la France
- 1818
- 1819
- 1820
- 1821
- 1822
- 1823
- 1824
- 1825
- 1826

Cette page concerne l'année 1822 du calendrier grégorien.

## Événements

### Janvier
- 1er janvier : arrivée de La Fayette à Belfort. Il veut se mettre à la tête d'une insurrection alsacienne. Il trouve le complot découvert[1].
- 9 janvier :
  - affaire du capitaine Vallé ; échec d'un complot de la charbonnerie à Toulon. Vallé, jugé le 4 mai pour complot est condamné à la peine de mort et exécuté le 10 juin à Toulon[2].
  - ordonnance nommant neuf préfets. Auguste Laurent de Rémusat, père de Charles de Rémusat, préfet du Nord, est destitué[3].
  - ordonnance nommant Chateaubriand ambassadeur à Londres[4].
  - nomination de Hercule de Serre à l'ambassade de Naples[5].
  - Benjamin Constant publie la première partie du Commentaire sur l’ouvrage de Filangieri[6].
- 14 janvier : rapport Chifflet sur la loi relative à la répression et à la poursuite des délits de presse[7].
- 19 janvier : rapport de Martignac sur la loi relative à la police des journaux et écrits périodiques[7].
- 19 janvier - 6 février : discussion des lois sur la presse à la Chambre des députés[8].

### Février
- 8 février : échec d'un complot militaire de la charbonnerie visant à soulever la garnison de Nantes[9].
- 24 février : échec de la conspiration du général Berton à Thouars. Il établit un gouvernement provisoire et marche sur Saumur, mais est arrêté dans sa marche et doit fuir. Pris le 17 juin, il est condamné à mort par la Cour royale de Poitiers et exécuté le 5 octobre[10].
- 27 et 28 février : troubles à l'église des Petits Pères à Paris ; les prêtres prêchant une mission sont houspillés par la foule dans laquelle se trouvent deux députés libéraux, Corcelles et Demarçay qui sont arrêtés et détenus quelques heures[11].

### Mars
- 2 mars : adoption du premier amendement Bastard, « le plus timide des modérés » selon Rémusat. La Chambre obtient sur un article du projet contre l'attaque à l'autorité du roi de qualifier cette dernière de « constitutionnelle » ; un second amendement proposé par Bastard est rejeté le 6 mars[12].
- 5 mars : inauguration de la synagogue de la rue Notre-Dame-de-Nazareth à Paris[13].
- 5-8 mars : troubles à l’École de droit à la suite de mesures répressives prises contre des étudiants. Les cours sont suspendus le lendemain et une enquête est diligentée[11]. Le 7 mars, il y a un rassemblement place du Panthéon ; le 8 mars, le cours de chimie de Thénard, au Jardin des Plantes, est interrompu par des huées. La salle est cernée par les gendarmes, qui procèdent à l'arrestation des élèves qui ne sont pas munis de leur carte. La faculté de droit rouvre le 20 mars[14].

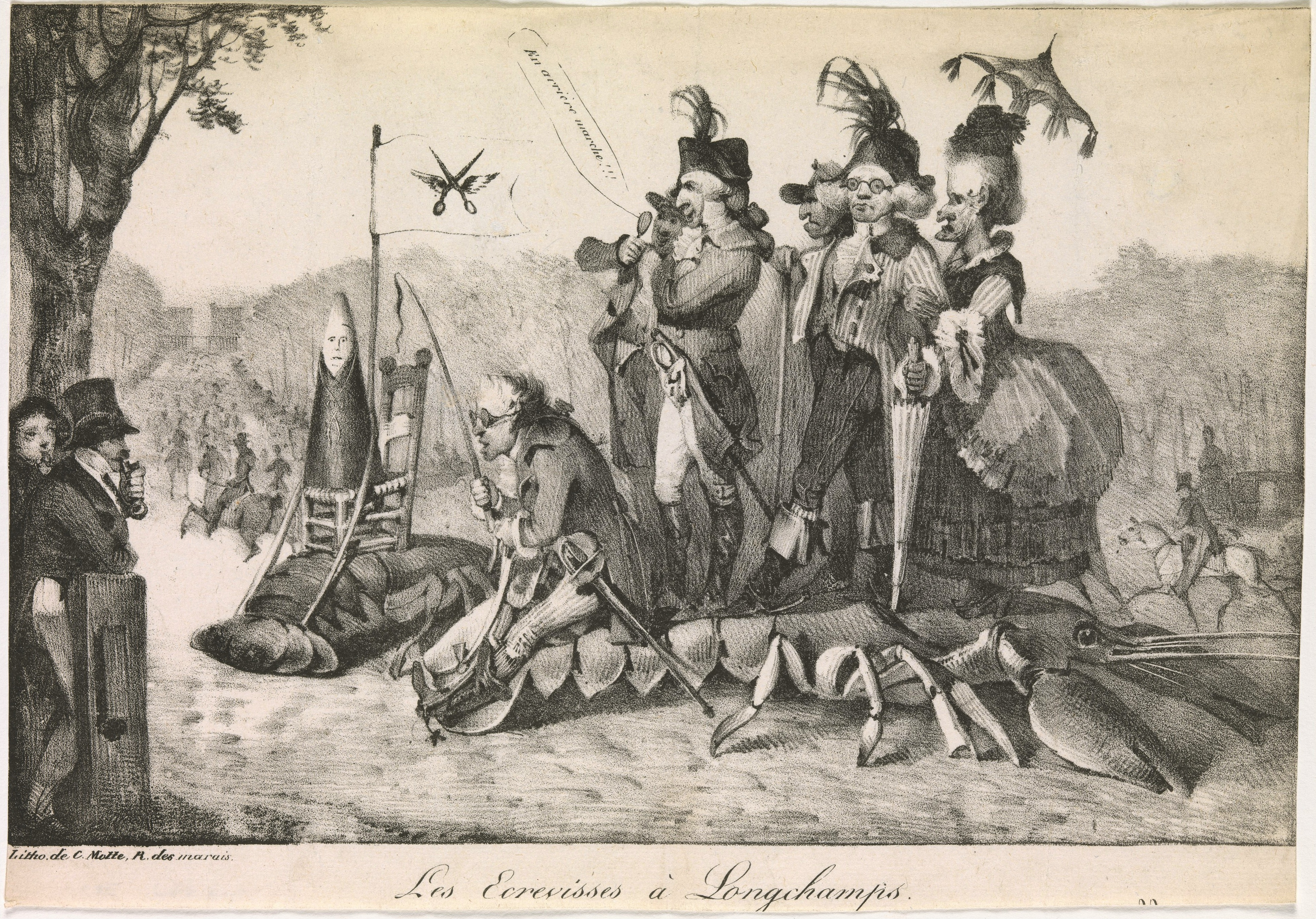
Eugène Delacroix, Les écrevisses à Longchamps, caricature sur la censure et la presse royaliste paru dans le journal Le Miroir du 4 avril 1822. Les écrevisses sont associées, par leur marche en arrière, à la réaction légitimiste.

- 17 mars : loi relative à la police des journaux et écrits périodiques (5 articles)[7].
- 18 mars-16 avril : 39 incendies ou tentatives d’incendie dans l’Oise, dont 31 sont criminels. Une épidémie d’incendies touche le nord du Bassin parisien (Marne, Seine-et-Marne, Seine-et-Oise, Aisne, Pas-de-Calais, Aube, Seine-Inférieure et surtout Somme, Eure et Oise). Ils atteignent principalement des fermes, des bâtiments agricoles isolés où des maisons de bourg[15]. Le 18 mai, le général Rivaud de La Raffinière est envoyé par le roi dans les départements de l'Oise, de la Somme et de l'Eure pour mettre fin aux désordres[16].
- 19 mars : arrestation des quatre sergents de La Rochelle[1].
- 25 mars : loi relative à la répression et à la poursuite des délits de presse (78 articles)[7].
- 29 mars : dissolution de l'école de cavalerie de Saumur[17].

### Avril
- 2 avril-8 septembre : ambassade de Chateaubriand à Londres[18].
- 3 avril : échec d’un complot de la charbonnerie à Strasbourg ; les conjurés, quatre officiers dénoncés par un certain Charvais, sont bannis, puis comparaissent devant le conseil de guerre de Strasbourg le 22 juillet où ils n'ont que des peines légères[19].
- 24 avril : ouverture du Salon de Paris. Delacroix présente Dante et Virgile[20].
- 30 avril : achèvement du pont de pierre de Bordeaux commencé en 1810. Il est ouvert au public le 1er mai[21].

### Mai
- 1er mai : proclamations du roi qui prononcent la clôture de la session de 1821 de la Chambre des pairs et de la Chambre des députés[17].
- 3 mai :
  - fondation officielle à Lyon de l’Œuvre de la propagation de la foi créée par Pauline Jaricot[22].
  - début des travaux du canal Saint-Martin[23].

### Juin
- 1er juin : ordonnance du roi qui rétablit la fonction de grand-maître de l'université[17].
- 4 juin-17 août : session parlementaire de 1822[17].
- 24 juin : convention de navigation avec les États-Unis[17].

### Juillet
- 1er-3 juillet : échec d’un complot de la charbonnerie à Colmar en faveur de Napoléon II, mené par le colonel Caron, dans le but de délivrer des prisonniers fait lors du complot de Belfort, dont le colonel Pailhès ; traduit devant un conseil de guerre, Caron est condamné à mort et fusillé à Strasbourg le 1er octobre[24].
- 11 juillet : inauguration du Diorama de Daguerre et Bouton, 4, rue Samson à Paris[25].
- 15 juillet : ouverture du Café de Paris, à l'angle du boulevard des Italiens et de la rue Taitbout[26]. Il devient un des lieux à la mode les plus élégant et raffiné de Paris jusqu'à sa fermeture le 12 octobre 1856.

### Août
- 12 août : Chateaubriand est nommé plénipotentiaire au congrès de Vérone[18].
- 17 août : Villèle est fait comte par le roi[27].
- 26 août : le Conseil décide l'envoi du vicomte de Montmorency aux préliminaires du congrès de Vérone sur l'Espagne, à Vienne ; le vicomte de Chateaubriand, le comte de La Ferronays et le duc de Caraman sont désignés pour l'accompagner à Vérone[28].

### Septembre
- 2 septembre : Mathieu de Dombasle fonde une « ferme exemplaire » à Roville, dans la Meurthe[29].
- 5 septembre : le comte de Villèle est nommé par le roi président du Conseil des ministres, tout en gardant le portefeuille des Finances[30].

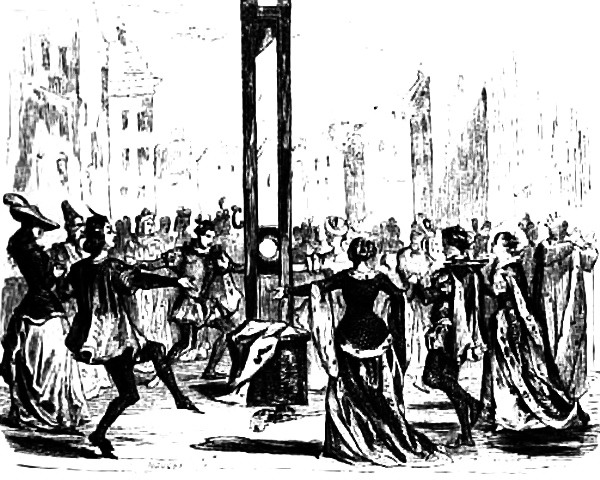
Danse autour de l'échafaud qui doit exécuter les quatre sergents de La Rochelle. Gravure de 1822

- 21 septembre : condamnation et exécution en place de Grève des quatre jeunes sous-officiers, les quatre sergents de La Rochelle soupçonnés d'être liés à la Charbonnerie, pour conspirer contre la monarchie. Ils refusent d'être arrachés au poteau d'exécution en dénonçant leurs complices. Guizot est impressionné par la profondeur de leur conviction[1].
- 27 septembre : Lettre à M. Dacier relative à l'alphabet des hiéroglyphes phonétiques. Jean-François Champollion expose devant l'Académie des inscriptions et belles-lettres son travail de déchiffrement de l'écriture hiéroglyphique[31]. Il est capable de déchiffrer les hiéroglyphes grâce à la pierre de Rosette.

### Octobre
- 5 octobre : exécution de Berton[10]. Le docteur Caffé, ancien chirurgien-major des armées impliqué dans le complot du général Berton, se suicide en prison ; le même jour Benjamin Constant plaide par lettre l'innocence de Caffé auprès de Villèle[32].
- 6 octobre : bulle Paternœ charitatis du pape Pie VII qui rétablit 30 diocèses en France, supprimés à la Révolution[33].
- 12 octobre : le cours de Guizot et celui de Cousin à Sorbonne sont suspendus par l'abbé Frayssinous, ministre de l'Instruction publique[34]. Victor Hugo épouse Adèle Foucher en l'église Saint Sulpice[35].
- 20 octobre - 14 décembre : réunion du congrès de Vérone. La Sainte-Alliance décide d’intervenir en Espagne pour rétablir l’absolutisme[36]. La France est chargée de rétablir l’ordre monarchique ce qui provoque la protestation du Royaume-Uni. Le duc de Wellington refuse de signer les proces-verbaux des 20 octobre et 17 novembre[37]. Chateaubriand voit dans une intervention en Espagne l’occasion de mettre fin aux conspirations.

### Novembre
- 13 novembre : Benjamin Constant échoue lors du renouvellement partiel de la Chambre. Le royaliste Jean René Guillaume de Boisclaireau devient député de la Sarthe[11].
- 18 novembre : troubles à l’école de médecine lors de la séance solennelle de rentrée ; le 21 novembre une ordonnance supprime temporairement la faculté de médecine qui est réorganisée par l'ordonnance du 2 février 1823 et rouvre 10 mars 1823[14].
- 19 novembre : considéré comme moralement complice dans le complot Berton dirigé contre les Bourbons, Benjamin Constant est condamné par le tribunal de première instance de la Seine à un mois de prison et à 500 francs d'amende. Il fait appel à la cour royale de Paris, qui le 6 février 1823 confirme le jugement et porte l'amende à 1000 francs mais lui fait grâce de la prison[38],[39].
- 28 novembre : Benjamin Constant est de nouveau condamné par le tribunal de police correctionnelle de Paris à six semaines de prison et à 100 francs d'amende. La cour royale de Paris le condamne en appel à 1000 francs d'amende le 13 février 1823[38],[39].
- 28 novembre : Mathieu de Montmorency est créé duc, il était déjà pair de France[40].

### Décembre
- 12 décembre : après des entretiens avec le tsar Alexandre et Metternich, Chateaubriand décide de regagner la France[18].
- 22 décembre : Villèle et Montmorency s'opposent au cours d'un conseil de cabinet sur la question d'une éventuelle intervention en Espagne[41].
- 25 décembre : Mathieu de Montmorency, en désaccord avec Villèle, donne sa démission du cabinet[42].
- 28 décembre : Chateaubriand succède à Montmorency aux Affaires étrangères[18].

## Naissances
- 8 février : Suzanne, fille adultérine de Mme de Gobineau et de Charles Sottin de La Coindière, précepteur de ses enfants (date probable). On ne sait rien du destin de Suzanne.

## Décès
- 4 février : Jean-Baptiste Cyrus de Timbrune de Thiembronne, général français.
- 17 mai : le duc de Richelieu à 55 ans.